# Petar Živković
 Petar Živković, cyrilicí Петар Живковић (1. ledna 1879 - 3. února 1947) byl srbský generál a první jugoslávský premiér.

## Život a související politická činnost
Živković se narodil v nuzných sociálních poměrech, a tak jako mnoho mladíků své doby hledal jistý zdroj příjmů ve vojenské službě. Po skončení střední školy v Zaječaru nastoupil v roce 1897 na vojenskou akademii, kterou dokončil v roce 1899. Jako poručík kavalerie sloužil tři roky v Niši. Na jaře 1903 propukly v Srbsku silné nepokoje, které byly důsledkem dlouhotrvajícího varu napříč celou srbskou společností. V noci z 28. na 29. května 1903 zavraždila spiklenecká skupina důstojníků, v níž byl i mladý Živković, krále Alexandra Obrenoviće a jeho manželku českého původu Dragu Mašínovou. Později se Živković zapojil do skupiny Bílá ruka. Bílá ruka se vyprofilovala jako uskupení proti protidemokratické, protiliberální a nacionalisticky laděné organizaci Černá ruka, která se počátkem roku 1914 pokusila zákulisními tahy sesadit premiéra Nikolu Pašiće.
V roce 1916 se tehdejší regent (a pozdější král) Alexandr I. Karađorđević opřel o premiéra Pašiće a Živkovićovu organizaci Bílá ruka a ve vykonstruovaném Soluňském procesu se zbavil hlavních představitelů Černé ruky. Po smrti krále Petra v roce 1921 jmenoval nový král Alexandr Živkoviće ministrem obrany. Jelikož se proti Živkovićovi začala formovat opozice, rozhodl se panovník v roce 1926 Živkoviće penzionovat, ale na poslední chvíli si Alexandr tento nápad rozmyslel.
Po nastolení diktatury šestého ledna se dosavadní velitel královské gardy a Alexandrův adjutant generál Živković stal předsedou vlády. Období, kdy byl premiérem a ministrem vnitra, se neslo ve znamení nastolení královské diktatury, omezení politické soutěže a budování unitárního státu, což bylo v říjnu 1929 podtrženo změnou názvu země na Jugoslávii.
V listopadu 1931 se uskutečnily volby, které vyhrála vládní kandidátka. Alexandr se pokusil ukončit provizorium po nastolení diktatury a k podpoře vlády přesvědčit i některé představitele opozice. V dubnu 1932 Alexandr vrátil Živkoviće do armády a premiérskou funkci převzal Vojislav Marinković.
Po pádu Jugoslávie v dubnu 1941 opustil Živković zemi a v roce 1943 se stal členem jugoslávské exilové vlády. Po druhé světové válce byl v roce 1946 Živković souzen v nepřítomnosti v  procesu s Dražou Mihailovićem a byl odsouzen k trestu smrti. Zemřel 3. února 1947 v pařížském exilu.